# 王鐸 (唐朝)
王铎（？—884年），字昭范，唐太原人，曾任中書令，後改滄州節度使，赴任途中遭到魏博節度使樂彥禎之子樂從訓劫殺。

## 簡介
伯父王播是唐文宗時宰相。会昌进士，累遷右補闕、集賢殿直學士，唐懿宗時任平章事。
乾符六年（879年）自请督军镇压北上的黃巢軍，充荆南节度使、南面行营招讨都统，守江陵，后来因为遇到黃巢军不戰而遁，被免职。
从唐僖宗入蜀。中和二年（882年）正月，僖宗以王鐸兼中書令，充諸道行營都統，與李克用等共同圍剿黃巢。受到宦官田令孜排擠，被解除兵權，授义成节度使（驻地在今河南定陶）还屯河南。四年（884年），任為義昌（駐今河北滄州）節度使，過魏州時，“侍妾成列，服御鮮華”。魏博節度使樂彥禎之子樂從訓無賴凶狠，愛其車馬、姬妾，遂聽從幕客李山甫之唆使，伏卒數百人於漳南高雞泊（今河北故城西南）殺害之，家屬佐吏三百餘人盡皆遇害。彥禎上奏說是盜賊所殺。
王铎又以懼內聞名，黄巢之亂，王铎充諸道行營都統，忽然属下来报，王夫人直奔大营。王铎吓得問属下：“黃巢賊兵快要由南方攻來了，我夫人又悻悻然由北方到了，早晚都憂慮啊，這該怎麼是好？”他的幕僚开玩笑道：“不如投降黃巢。”王铎自己也大笑。

## 延伸阅读
[在维基数据编辑]
 在维基文库阅读此作者作品
 《新唐書·卷185》，出自《新唐書》